# Yorgelis Rodríguez
Yorgelis Rodríguez García (née le 25 janvier 1995 à Guantánamo) est une athlète cubaine, spécialiste de l'heptathlon.

## Biographie
Yorgelis Rodríguez devient vice-championne du monde jeunesse en 2011 derrière sa compatriote Yusleidys Mendieta.
Elle remporte l'heptathlon un an plus tard aux Championnats du monde juniors à Barcelone. Elle devance la Hongroise Xénia Krizsán et la Brésilienne Tamara de Souza. Le 17 mars 2013 à La Havane, elle bat son record personnel avec 6186 points et réalise les minimas A pour participer aux mondiaux de Moscou. Elle termine 12e avec 6148 points en battant son record au saut en hauteur et au 800 m.
En juillet 2015, elle s'impose aux Jeux panaméricains de Toronto avec un nouveau record personnel et national à 6 332 points. Cette marque est également le record des Championnats.
Les 12 et 13 août 2016, la Cubaine participe pour la première fois aux Jeux olympiques se déroulant cette-fois à Rio de Janeiro. Elle y améliore ses records personnels au javelot (48,89 m) et au 800 m (2 min 14 s 65), lui permettant ainsi avec ses autres épreuves de terminer 7e du classement final avec un nouveau records de Cuba à 6 481 points.
Le 5 août 2017, lors de la première journée de l'heptathlon des championnats du monde de Londres, Yorgelis Rodriguez réalise une énorme performance au saut en hauteur en franchissant 1,95 m, record personnel battu de 8 centimètres. Elle améliore à cette occasion le record du saut en hauteur de l'heptathlon des championnats du monde avec Nafissatou Thiam, qui efface aussi cette barre. Le lendemain, elle échoue au pied du podium avec 6 594 points, améliorant de 113 points son propre record de Cuba.
Le 30 janvier 2018, à Třinec, Rodriguez prend part à sa première compétition en salle et réalise 1,80 m au saut en hauteur. La semaine suivante, elle égale cette performance à Banská Bystrica. Le 8 février, elle prend une surprenante 2e place au meeting de Madrid derrière Mariya Lasitskene (2,00 m), en portant son record à 1,85 m.
Le 1er mars 2018, elle termine 13e de la finale du saut en hauteur aux championnats du monde en salle de Birmingham avec 1,84 m. Le lendemain, elle dispute le premier pentathlon de sa vie avec un record au 60 m haies (8 s 57), au saut en hauteur (1,88 m), au lancer du poids (14,15 m) et au 800 (2 min 17 s 70). Ses performances lui permettent de totaliser 4 637 points, record de Cuba en salle, et de remporter la médaille de bronze derrière la Britannique Katarina Johnson-Thompson (4 750 pts) et l'Autrichienne Ivona Dadic (4 700 pts).
Le 1er août 2018, elle remporte à Barranquilla les Jeux d'Amérique centrale et des Caraïbes avec 6 436 points, nouveau record des Jeux. Elle conserve son titre acquis en 2014 à Veracruz.

## Palmarès
| Date | Compétition                              | Lieu                                  | Résultat | Épreuve    | Points     |
| ---- | ---------------------------------------- | ------------------------------------- | -------- | ---------- | ---------- |
| 2011 | Championnats du monde cadets             | Lille                                 | 2e       | Heptathlon | 5 671 pts  |
| 2012 | Championnats du monde juniors            | Barcelone                             | 1re      | Heptathlon | 5 966 pts  |
| 2013 | Championnats du monde                    | Moscou                                | 12e      | Hepathlon  | 6 148 pts  |
| 2014 | Championnats du monde juniors            | Eugene                                | 2e       | Heptathlon | 6 006 pts  |
| 2014 | Jeux d'Amérique centrale et des Caraïbes | Veracruz                              | 1re      | Heptathlon | 5 984 pts  |
| 2015 | Jeux panaméricains                       | Toronto                               | 1re      | Heptathlon | 6 332 pts  |
| 2015 | Championnats du monde                    | Pékin                                 | 21e      | Heptathlon | 5 932 pts  |
| 2016 | Jeux olympiques                          | Rio de Janeiro                        | 7e       | Heptathlon | 6 481 pts  |
| 2016 | Décastar                                 | Talence                               | 2e       | Heptathlon | 6 373 pts  |
| 2017 | Hypo-Meeting                             | Götzis                                | 8e       | Heptathlon | 6 446 pts  |
| 2017 | Championnats du monde                    | Londres                               | 4e       | Heptathlon | 6 594 pts  |
| 2017 | Décastar                                 | Talence                               | 3e       | Heptathlon | 6 126 pts  |
| 2017 | Coupe du monde des épreuves combinées    | Coupe du monde des épreuves combinées | 3e       | Heptathlon | 19 166 pts |
| 2018 | Championnats du monde en salle           | Birmingham                            | 13e      | Hauteur    | 1,84 m     |
| 2018 | Championnats du monde en salle           | Birmingham                            | 3e       | Pentathlon | 4 637 pts  |
| 2018 | Jeux d'Amérique centrale et des Caraïbes | Barranquilla                          | 1re      | Heptathlon | 6 436 pts  |

## Records
| Épreuve           | Performance    | Lieu         | Date          |
| ----------------- | -------------- | ------------ | ------------- |
| 100 mètres haies  | 13 s 48        | Götzis       | 26 mai 2018   |
| Saut en hauteur   | 1,95 m         | Londres      | 5 août 2017   |
| Lancer du poids   | 14,64 m        | La Havane    | 18 mars 2016  |
| 200 mètres        | 23 s 96        | Götzis       | 26 mai 2018   |
| Saut en longueur  | 6,50 m         | Bilbao       | 24 juin 2017  |
| Lancer du javelot | 48,96 m        | Barranquilla | 1er août 2018 |
| 800 m             | 2 min 10 s 48  | Londres      | 6 août 2017   |
| Heptathlon        | 6 742 pts (NR) | Götzis       | 27 mai 2018   |

| Épreuve          | Performance    | Lieu       | Date            |
| ---------------- | -------------- | ---------- | --------------- |
| 60 mètres haies  | 8 s 57         | Birmingham | 2 mars 2018     |
| Saut en hauteur  | 1,88 m         | Birmingham | 2 mars 2018     |
| Lancer du poids  | 14,15 m        | Birmingham | 2 mars 2018     |
| Saut en longueur | 6,29 m         | Sabadell   | 13 février 2018 |
| 800 mètres       | 2 min 17 s 70  | Birmingham | 2 mars 2018     |
| Pentathlon       | 4 637 pts (NR) | Birmingham | 2 mars 2018     |